# Бёмервальдплац (станция метро)
«Бёмервальдплац» (нем. Böhmerwaldplatz) — станция Мюнхенского метрополитена, расположенная на линии  между станциями «Принцрегентенплац» и «Рихард-Штраус-Штрассе». Станция находится в районе Богенхаузен.

## История
Открыта 27 октября 1988 года в составе участка «Макс-Вебер-Плац» — «Арабеллапарк».

## Архитектура и оформление
Двухпролётная колонная станция мелкого заложения. Колонны облицованы зелеными металлическими листами, которые вверху расходятся в виде дерева, что напоминает о Богемском лесе в названии станции. Стены отделаны светло-синими металлическими листами, которые не очень гармонируют с ярко-зелеными колоннами. Бетонные потолки покрашены в том же оттенке цвета как стенные панели. Имеет два выхода по обоим концам платформы. Примерно на высоте человеческого роста по всей путевой стене проходит жёлтая полоса. В северном торце платформы расположен лифт.

## Таблица времени прохождения первого и последнего поезда через станцию

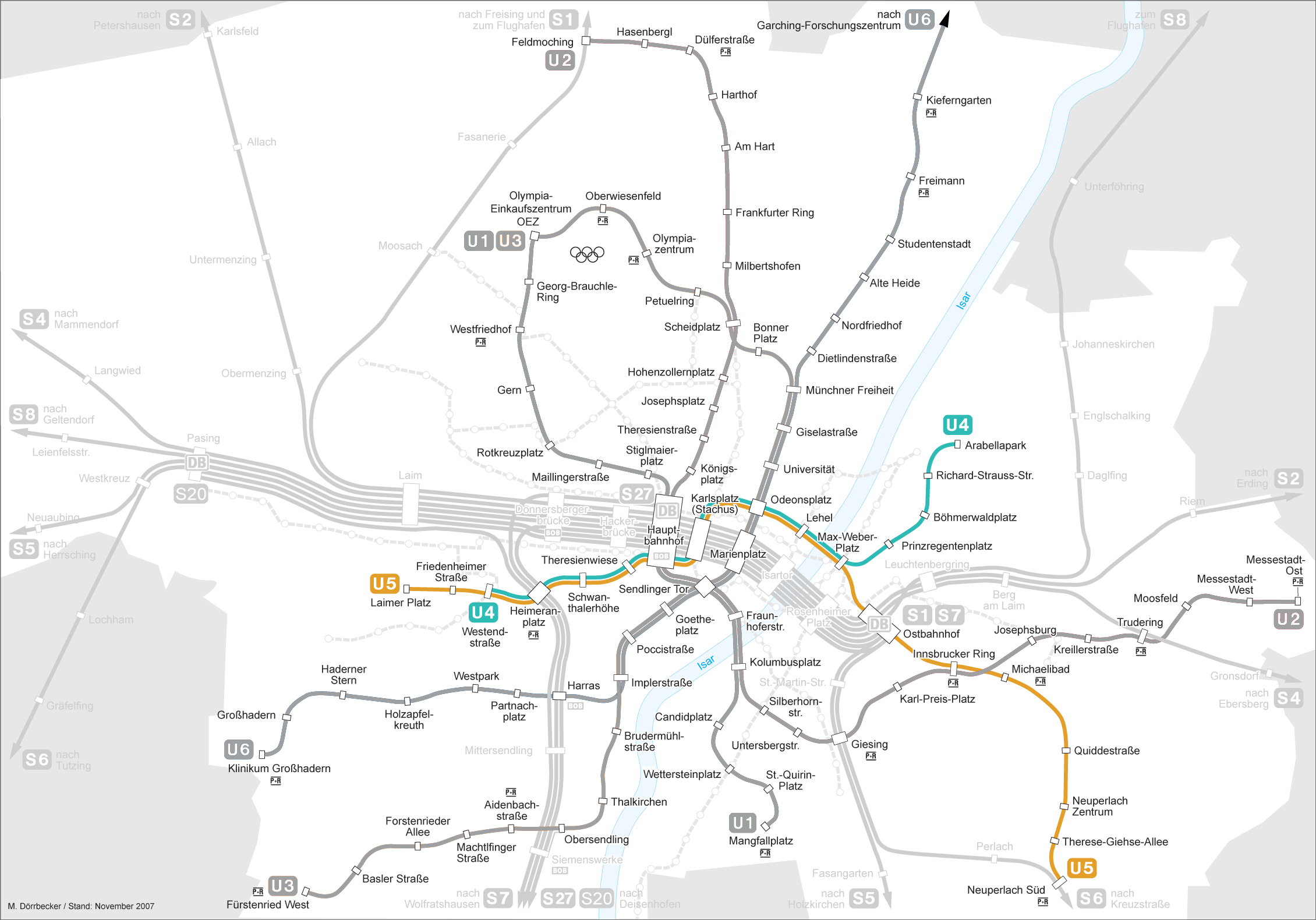
Сеть линий и мюнхенского метро

|                                           | Воскресенье — Четверг (ч:мм) | Пятница — Суббота (ч:мм) |
|                                           | первый                       |                          |
| последний                                 |                              |                          |
| В сторону станции «Принцрегентенплац»     | 4:21                         | 4:21                     |
| В сторону станции «Принцрегентенплац»     | 1:04                         | 2:04                     |
| В сторону станции «Рихард-Штраус-Штрассе» | 4:45                         | 4:45                     |
| В сторону станции «Рихард-Штраус-Штрассе» | 1:27                         | 2:27                     |

## Пересадки
Проходит автобус линии 144.
| Предыдущая станция | Расстояние | Линия | Расстояние | Следующая станция     |
| ------------------ | ---------- | ----- | ---------- | --------------------- |
| Принцрегентенплац  | 838 м      |       | 552 м      | Рихард-Штраус-Штрассе |